# Герт Вілдерс
Герт Ві́лдерс (нід. Geert Wilders; МФА: [ˈɣeːrt ˈʋɪldərs]; нар. 6 вересня 1963, Венло) — нідерландський політик. Депутат парламенту Нідерландів, представляє засновану і очолювану ним «Партію Свободи». Став відомим завдяки своїй різкій антиісламській риториці: виступає за заборону Корану, імміграції з мусульманських країн та проти спорудження нових мечетей у Нідерландах. Є автором скандального, антиісламського фільму «Фітна». Завдяки своїм різким поглядам та висловлюванням був об'єктом декількох судових позовів.

## Політична кар'єра
Політичну кар'єру почав у 1997 році у міській раді м. Утрехт, до якої обирався від «Народної партії за волю і демократію». Роком пізніше став депутатом парламенту країни, речником партії. Завдяки різкій критиці ісламського екстремізму та висловлюванням проти членства Туреччини у ЄС поступово почав розходитися в поглядах з керівництвом партії, залишив її і у вересні 2004 року заснував власну «Партію Свободи». У виборах 2009 та 2010 років партія Вілдерса здобула значної популярності серед мешканців країни, ставши третьою за чисельністю партією Нідерландів.

## Політичні погляди
Герт Вілдерс вважає себе лібертаріанцем, наголошує на значних розбіжностях у поглядах з іншими праворадикальними політиками, такими як Жан-Марі Ле Пен. Натомість, вважає своїм ідеалом колишнього прем'єр-міністра Великої Британії Маргарет Тетчер. Зараховує себе до прихильників Ізраїлю, де прожив 2 роки, пропонує запозичити деякі риси його політичної і адміністративної системи. Попри це, став відомим далеко за межами Нідерландів завдяки своїй різкій критиці ісламу та висловлюванням проти еміграції мусульман до Європи. Зокрема, виступає за скасування першої статті Конституції Нідерландів, яка гарантує рівність усіх громадян, наголошуючи на перевазі християнських та європейських цінностей у Нідерландах над усіма іншими. Вілдерс також виступає за обмеження впливу ЄС на внутрішні справи країни, за мораторій на еміграцію та обмеження участі емігрантів у виборах.
У своїх поглядах щодо ісламу Вілдерс вважає, що не існує поміркованих мусульманів, дотримується думки, що ця релігія докорінно ворожа європейським цінностям. На його думку, Коран мусить бути забороненим і в Нідерландах повинна бути введена заборона на еміграцію — держава мусить матеріально заохотити емігрантів, які вже оселилися, добровільно залишити Нідерланди. Як відображення своїх поглядів щодо ісламу у 2008 році зняв документальний фільм «Фітна», який викликав значний резонанс у Нідерландах і цілому світі. За цей фільм Вілдерс отримав погрози на свій адрес і в декількох судових позовах проти нього наголошувалося на розпалюванні міжнаціональної ворожнечі та ненависті. Сам Вільдерс ці звинувачення відкидає і наголошує на свободі слова і праві на критику ісламського екстремізму. Вілдерс також стверджує, що не має ненависті до мусульман, лише до їхньої ідеології.
| Текст вилучений зі статті через підозру в порушенні авторських прав |
| --- |
| Текст, що раніше перебував на цій сторінці, запідозрено в порушенні авторських прав на текст із таких джерел: https://babel.ua/texts/100969-u-niderlandah-peremogla-partiya-ultrapravogo-islamofoba-ta-yevroskeptika-gerta-vildersa-ce-pogano-i-dlya-yes-i-dlya-ukrajini-rozpovidayemo-chogo-chekati-vid-gollandskogo-trampa Дата, коли було знайдено порушення: 1 листопада 2024. Тому, хто повісив цей шаблон: На сторінку обговорення користувача, який розмістив цю статтю, варто додати повідомлення {{subst:nothanks cv\|Герт Вілдерс\|url=https://babel.ua/texts/100969-u-niderlandah-peremogla-partiya-ultrapravogo-islamofoba-ta-yevroskeptika-gerta-vildersa-ce-pogano-i-dlya-yes-i-dlya-ukrajini-rozpovidayemo-chogo-chekati-vid-gollandskogo-trampa. |
| До уваги користувача, який розмістив цю статтю Не редагуйте статтю зараз, навіть якщо ви збираєтеся її переписати. Дотримуйтесь вказівок нижче. - Якщо власник авторських прав на зазначений вище матеріал дозволяє використовувати його на умовах GNU FDL без незмінюваних секцій та Creative Commons із зазначенням автора / розповсюдження на тих самих умовах, будь ласка, сповістіть про це на сторінці обговорення цієї статті. - Якщо правовласником є ви, додайте на зазначеному вище ресурсі примітку: «Матеріали дозволено використовувати на умовах GNU FDL без незмінюваних секцій та Creative Commons із зазначенням автора / розповсюдження на тих самих умовах». - Якщо дозволу на використання цього матеріалу немає, будь ласка, зробіть одне з двох: 1. Напишіть хоча б гарний накид статті на цій підсторінці. Зверніть увагу: не треба копіювати текст, що порушує авторські права, на зазначену підсторінку й редагувати його. Якщо ви взялися за написання нової статті, не забудьте сповістити про це на сторінці обговорення. 2. Залиште все як є, і тоді статтю буде вилучено. У випадку, якщо новий текст написано не буде, цю статтю буде вилучено через тиждень після появи цього попередження (детальніше див. документацію шаблону). Вихідний текст цієї статті з можливим порушенням копірайту можна знайти в історії змін. Зверніть увагу, що розміщення у Вікіпедії матеріалів, автор яких не надав явного дозволу на їхнє використання відповідно до ліцензії GNU FDL без незмінюваних секцій та Creative Commons із зазначенням автора / розповсюдження на тих самих умовах, може бути порушенням законів про авторське право. Користувачів, які додають до Вікіпедії такі матеріали, може бути тимчасово позбавлено права редагувати статті. Попри все, ми завжди раді вашим оригінальним статтям. Дякуємо. Цю сторінку внесено до категорії Вікіпедія:Можливе порушення авторських прав. |

## Виноски
1. 1 2  Geni.com — 2006.
2. ↑  Geert Wilders (19 липня 2010). Moslims, bevrijd uzelf en u kunt alles [Muslims, you can free yourself and everything]. NRC Handelsblad (нід.). Архів оригіналу за 22 липня 2010. Процитовано 3 жовтня 2010. Zelf ben ik agnost.
3. ↑  Проросійські погляди та апатія щодо України: Міністерка оборони Нідерландів про переможця на виборах — DSnews.ua. www.dsnews.ua (укр.). 24 листопада 2023. Процитовано 10 грудня 2023.
4. ↑  Глава МЗС Нідерландів: Ісламофоби завдають шкоди всім нідерландцям
5. ↑  Антиісламська партія Нідерландів святкує перемогу на місцевих виборах radiosvoboda.org. Архів оригіналу за 2 березня 2014. Процитовано 29 вересня 2010.
6. 1 2  Лента.ру: Вильдерс, Гиирт. Архів оригіналу за 8 жовтня 2010. Процитовано 29 вересня 2010.
7. ↑  Opinion: Islam and You — The Politics of Geert Wilders. Архів оригіналу за 25 вересня 2010. Процитовано 29 вересня 2010.